# Яковченко Юнона Миколаївна
Юно́на (Ю́нна) Микола́ївна Яко́вченко (нар. 30 квітня 1937 — пом. 3 березня 1980) — українська радянська акторка. Донька народного артиста Української РСР Миколи Яковченка.

## Біографія

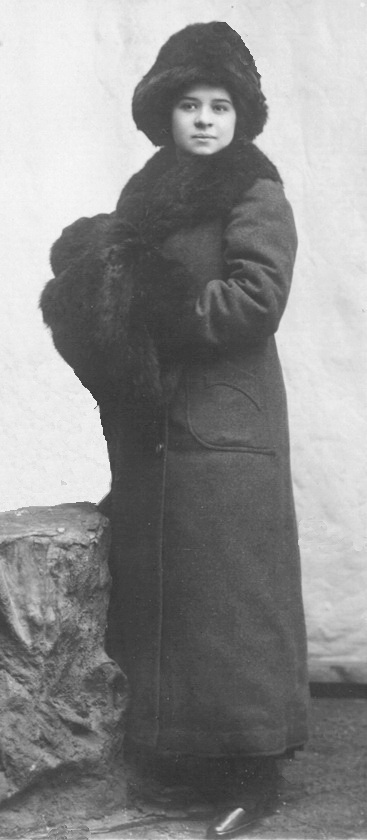
Мати Юнони, Тетяна Євсеєнко
1920-1930-ті

Батько Юнони, Микола Яковченко

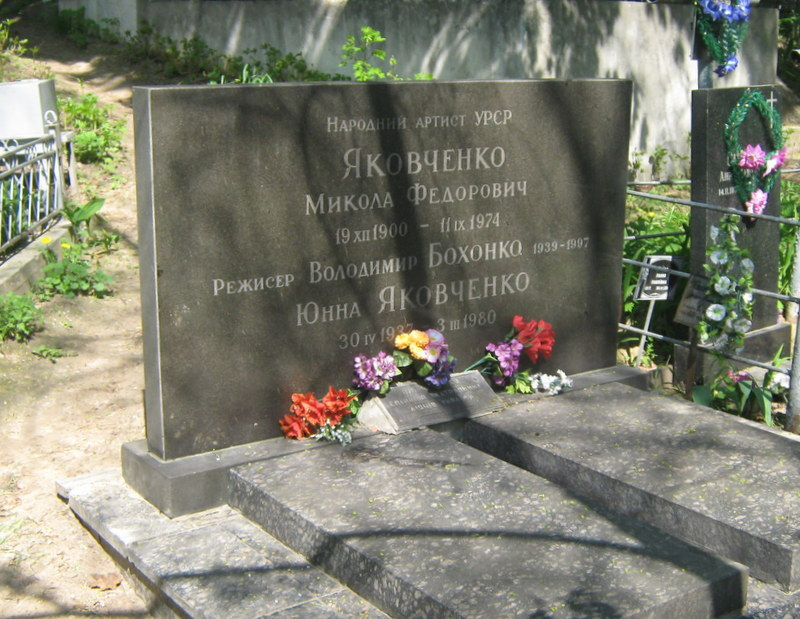
Могила Юнони Яковченко, а також її чоловіка і батька, 2012

Дід Юнони по батькові — Федір Іванович Яковченко — колишній помічник керуючого астраханським рибним промислом. Його рід походить, за деякими даними, від донських козаків, вихідців із пониззя Сіверського Дінця, які залишили Україну після захоплення Сіверщини Московією. На Полтавщину міщанська сім'я Федора Івановича і Параскеви Іванівни Яковченків переїхала з-під Ростова-на-Дону.
Батько Юнони — актор Микола Яковченко — народився в Прилуках (тоді — центр Прилуцького повіту Полтавської губернії Російської імперії, нині — центр Прилуцького району Чернігівської області України). У 1931 році він одружився із акторкою Тетяною Євсеєнко. Весілля гуляли у Києві, на Шулявці.
Юнона Яковченко народилася 30 квітня 1937 року в Києві. У родині її називали Юнна, Юна, Юнночка, Юнія.
У 1939 році, разом із батьком, з'явилася на сцені у виставі «Маруся Богуславка» — це був її театральний дебют.
15 жовтня 1941 року родина Яковченків, разом з іншими акторами Театру імені Івана Франка, евакуювалася до Семипалатинська.
У 1944 році Яковченки повернувся із евакуації. За сприяння Олександра Корнійчука, родина отримала дві великі кімнати (25 і 30 квадратних метрів) у п'ятикімнатній комунальній квартирі № 10 акторського будинку на вулиці Ольгинській 2/1. Їхнє помешкання знаходилося в кінці довгого спільного коридору.
Перша роль Юнони у кіно — у 1945 році у фільмі Кіностудії імені Олександра Довженка «Нескорені».
У середині 1945 року у 35-річної матері Юнони Тетяни Євсеєнко виявили рак грудей (саркома) останньої стадії. У 1946 році вона померла. Батько почав зловживати алкоголем. Сестри часто були покинуті й недоглянуті. Юнону навіть забирала до себе директорка школи й хотіла удочерити.
Коли Юнона одружилася — батько вже не пив. У другій половині 1960-х він одержав трикімнатну ізольовану квартиру на дев'ятому поверсі будинку № 49 на Брест-Литовському проспекті. У ній жив разом із сім'єю Юнони: з нею, її чоловіком, режисером популярної радіопередачі «Від суботи до суботи» Володимиром Бохонком, та онуком Миколаєм, який народився у 1967 році.
Із 1966 по 1975 рік — акторка Київського українського драматичного театру імені Івана Франка.
15 січня 1970 року, у 37 років, після 6 років хвороби, померла сестра Ірина (рак крові).
У 1973 році Юнона, разом із батьком, знімалася у його останньому фільмі «Дід лівого крайнього».
11 вересня 1974 року батько помер — від ускладнень апендициту (перитоніт).
Юнона померла 3 березня 1980 року (рак). Похована на Байковому кладовищі в Києві поряд із батьком, старшою сестрою Іриною та чоловіком, Володимиром Бохонком (9-та ділянка). Чоловік помер у 1997 році — покінчив життя самогубством (ступив вниз із балкона на 9-му поверсі).

## Родина
- Дід (по батькові) — Федір Іванович Яковченко, торговець рибою
- Бабуся (по батькові) — Параскевія Іванівна Яковченко, домогосподарка
  - Дядько Сергій (по батькові)
  - Тітка Марія (по батькові)
  - Тітка Олена (по батькові)
  - Тітка Олександра (по батькові)
    - Батько — Микола Федорович Яковченко (1900—1974), актор театру та кіно, народний артист УРСР
    - Мати — Тетяна Марківна Яковченко (до шлюбу — Євсеєнко; *1910 — †1946), акторка Київського українського драматичного театру імені Івана Франка
      - Сестра — Ірина Миколаївна Яковченко (*26 квітня 1932 — †15 січня 1970), акторка
        - Чоловік — Володимир Борисович Бохонко (*1939 — †1997), режисер радіопередач
          - Син — Микола Володимирович Бохонко (*1967)

Син Микола, коли був у армії, почав вживати наркотики, а як повернувся — жив із дівчиною, яка теж вживала. За деякими даними — Микола вже помер.

## Фільмографія
- 1945 — «Нескорені» (Марійка)
- 1961 — «Роки дівочі» (Наталка)
- 1962 — «У мертвій петлі» (епізод)
- 1963 — «Рибки захотілось»
- 1963 — «Срібний тренер» (Світлана, студентка, подруга Тані Лученко)
- 1963 — «Стежки-доріжки» (секретарка)
- 1969 — «Зла доля» (Феся)
- 1973 — «Дід лівого крайнього» (Катерина, донька Трохима Бесараба)
- 1974 — «Пора жовтого листя» (Олена)
- 1976 — «Щедрий вечір» (Явдоха)